# Pharmainformation
Die Pharmainformation, kurz auch Pharmainfo, ist eine 1986 von der Ärztekammer für Tirol gegründete und seither vierteljährlich erscheinende unabhängige Publikation, die kritisch über die in Österreich zugelassenen Medikamente berichtet.
Die Pharmainformation wird allen österreichischen Ärzten und Pharmazeuten kostenlos zugesandt und hat eine Auflage von 33.000 Exemplaren.

## Weblink
https://www.i-med.ac.at/pharmakologie/pharmainfo/